# Tytudżur (Gegharkunik)
Ttudżur – wieś w Armenii, w prowincji Gegharkunik. W 2011 roku liczyła 942 mieszkańców.